# Леофрік
Леофрік (*Leofric, д/н — 1067) — граф Мерсії у 1023—1057 роках.

## Життєпис
Походив з родової англосаксонської аристократії. Був сином Леофвіна, елдормена Гвікке. Близько 1010 році оженився на Годині (Годіфу). Висловлюється думка, що це був другий шлюб Леофріка.
Захопивши Англію, Кнуд Великий розділив її на кілька великих провінцій, на чолі яких були поставлені норманські або англосаксонські ерли. Леофріка було призначено ерлом Мерсі приблизно між 1023 і 1032 роками. Під його владою перебувала велика територія, яка охоплювала більшу частину Мідлендса.
Леофріка став одним з наймогутніших англосаксонських аристократів і за впливовістю міг посперечатися з Годвіном Вессекським. Після смерті Кнуда Великого 1035 року Леофрік виступив проти передачі престолу його синові Хардекнуду, і за допомогою тенів Мерсії домігся обрання регентом, а потім і королем Гарольда I.
У 1039 році після сходження на трон королівства Гвінед Гріфіда ап Ллівеліна виникла загроза з боку валліців. Гріфід невдовзі захопив королівство Повіс. Тому Леофрік вирішив запобігти подальшому поширенню потуги Гріфіда ап ллівеліна. Проте у битві при Рид-і-Гроес (поблизу Велшпулу) війська Мерсії на чолі із Едвіном, братом Леофріка, зазнала нищівної поразки, а Едвін загинув.
Після смерті Гарольда I в 1040 році англійським королем став Хардекнуд, однак Леофрік зберіг свої позиції як один з найбільших магнатів країни. Його лояльність королю була підтверджена в 1041 році, коли за наказом Хардекнуду Леофрік сплюндрував Вустер, одне з найважливіших міст Мерсії, чиї мешканці вбили гускерлів короля.
1042 року за сходженням на англійський престол Едуарда Сповідника в країні різко посилилися позиції ерла Годвіна і його родини. Тому коли 1051 року Годвін виступив проти короля, Леофрік прийшов зі своїми загонами на допомогу королю Едуарду, що призвело до падіння Годвіна і його вигнання з країни.
Проте Леофрік не зміг зайняти місце Годвіна в системі правління Англії: король орієнтувався на нормандських лицарів, що викликало невдоволення англосаксів. У 1051 році Годвін повернувся до Англії і відновив свої позиції. Небажання Леофріка та Сиварда, ерла Нортумбрії, брати участь у громадянській війні між королем і Годвінсонами, що негативно могла вплинути на спокій країни в умовах наростання загрози з боку Нормандії, багато в чому зумовило порозуміння між королем Едуардом і Годвіном в Глостері.
1053 року, після смерті Годвіна вплив Леофріка посилився. Він зумів зробити свого сина Ельфгара ерлом Східної Англії. Хоча 1055 року Ельфгар був зміщений, війська Леофріка і союзних йому валлійців змусили короля Едуарда повернути Ельфгару його володіння.
31 серпня або 30 вересня 1057 році Леофрік помер у маєтку Кінгс-Бромлі (Стаффордшир) і був похований у Ковентрі. На посаді ерла Мерсії йому спадковував син Ельфгар.

## Меценат
Протягом усього панування Леофрік підтримував традиції англосаксонської монархії і забезпечував спадкоємність державних інститутів. Відомий як щедрий благодійник церкви. У 1043 році він заснував бенедиктинський монастир у Ковентрі. Також збереглися документи про дарування Леофріка земельних ділянок монастирям Святої Діви Марії в Вустере і монастирю в Стоу.

## В легенді
У фольклорі за Леофріком закріпилася репутація жорстокого і жадібного правителя. Нібито він обклав жителів Ковентрі непомірними податками. Його дружина, леді Годива, просила свого чоловіка знизити податковий гніт. Одного разу на черговому бенкеті, будучи сильно п'яним, Леофрік обіцяв знизити податки, якщо його дружина проїде оголеною на коні вулицями Ковентрі. Він був упевнений, що ця умова буде абсолютно неприйнятно для неї. Проте Годива поставила свій народ вище власної честі, пихи і пішла на цей крок. Жителі міста, дуже люблячи і поважаючи її за доброту, в призначений день закрили віконниці і двері своїх будинків, ніхто не вийшов на вулицю. Так непоміченою вона проїхала через усе місто. Ерл Мерсії був вражений самовідданістю жінки і дотримав слова, знизивши податки.